# Merrifield (Virginia)
Merrifield es un lugar designado por el censo en el  condado de Fairfax, Virginia  (Estados Unidos). Según el censo de 2010 tenía una población de 15.212 habitantes.

## Demografía
Según el censo del 2000, Merrifield tenía 11.170 habitantes, 4.396 viviendas, y 2.725 familias. La densidad de población era de 1.585,6 habitantes por km².
De los 4.396 viviendas en un 28,1%  vivían niños de menos de 18 años, en un 48,7%  vivían parejas casadas, en un 8,8% mujeres solteras, y en un 38% no eran unidades familiares. En el 25% de las viviendas  vivían personas solas el 3,5% de las cuales correspondía a personas de 65 años o más que vivían solas. El número medio de personas viviendo en cada vivienda era de 2,54 y el número medio de personas que vivían en cada familia era de 3,06.
Por edades la población se repartía de la siguiente manera: un 19,4% tenía menos de 18 años, un 10,3% entre 18 y 24, un 42,7% entre 25 y 44, un 21,4% de 45 a 60 y un 6,2% 65 años o más.
La edad medio era de 33 años.  Por cada 100 mujeres de 18 o más años  había 103,3 hombres.
La renta media por vivienda era de 70.363$ y la renta media por familia de 74.116$. Los hombres tenían una renta media de 55.653$ mientras que las mujeres 43.095$. La renta per cápita de la población era de 32.819$. En torno al 5,3% de las familias y el 7,4% de la población estaban por debajo del umbral de pobreza.

## Localidades adyacentes
El siguiente diagrama muestra a las localidades más próximas a Merrifield.